# Fridonus concanus
Fridonus concanus är en insektsart som beskrevs av Paul W. Oman 1949. Fridonus concanus ingår i släktet Fridonus och familjen dvärgstritar. Inga underarter finns listade i Catalogue of Life.